# Ісменецьке сільське поселення
Ісмене́цьке сільське поселення (рос. Исменецкое сельское поселение) — муніципальне утворення у складі Звениговського району Марій Ел, Росія. Адміністративний центр — село Ісменці.

## Історія
Станом на 2002 рік існувала Ісменецька сільська рада (село Ісменці, присілки Кукшенери, Марі-Лугова, Марі-Отари, Степанкино, Чуваш-Отари). Пізніше присілок Чуваш-Отари був переданий до складу Звениговського міського поселення.

## Населення
Населення — 1767 осіб (2019, 1895 у 2010, 1965 у 2002).

## Склад
До складу поселення входять такі населені пункти:
| Населений пункт       | Населення, осіб (2002) | Населення, осіб (2010) |
| --------------------- | ---------------------- | ---------------------- |
| Ісменці, село         | 1243                   | 1194                   |
| Кукшенери, присілок   | 146                    | 131                    |
| Марі-Лугова, присілок | 247                    | 228                    |
| Марі-Отари, присілок  | 236                    | 262                    |
| Степанкино, присілок  | 93                     | 80                     |